# Atouabet
Atouabet (franska: Atouabet (CR), Atouabet (Commune Rurale), arabiska: سيدي شيكر) är en kommun i Marocko.   Den ligger i provinsen Safi och regionen Marrakech-Safi, i den norra delen av landet, 300 km sydväst om huvudstaden Rabat. Antalet invånare är 10 836.